# Catunaregam swynnertonii
Catunaregam swynnertonii är en måreväxtart som först beskrevs av Spencer Le Marchant Moore, och fick sitt nu gällande namn av Diane Mary Bridson. Catunaregam swynnertonii ingår i släktet Catunaregam och familjen måreväxter. Inga underarter finns listade i Catalogue of Life.